# يوليان فيليبيسكو
يوليان فيليبيسكو (بالرومانية: Iulian Filipescu)‏ (مواليد 29 مارس 1974) هو لاعب كرة قدم. يلعب مع منتخب رومانيا لكرة القدم. سبق له أن لعب في كأس العالم لكرة القدم مع منتخب بلاده.

## روابط خارجية
- يوليان فيليبيسكو على موقع الاتحاد الدولي (مؤرشف)  (الإنجليزية)
- يوليان فيليبيسكو على موقع اتحاد تركيا (لاعب) (الإنجليزية)
- يوليان فيليبيسكو على موقع قاعدة بيانات كرة القدم.إي يو (الإنجليزية)
- يوليان فيليبيسكو على موقع بيانات كرة القدم. دي إي (الألمانية)
- يوليان فيليبيسكو على موقع ناشيونال فوتبول تيمز (الإنجليزية)
- يوليان فيليبيسكو على موقع عالم كرة القدم.نت (الإنجليزية)
- يوليان فيليبيسكو على موقع كووورة